# Fatou Diouf
Fatou Diouf est une universitaire et une femme politique sénégalaise.

## Carrière universitaire
Fatou Diouf est diplômée d'un doctorat en droit public avec mention très honorable et félicitations du jury. Sa thèse porte sur « les aspects juridiques de la lutte contre la pêche illicite, non déclarée et non réglementée (INN) au Sénégal »,.
Elle enseigne d'une part à l'Institut universitaire de Pêche et d’Aquaculture (IUPA) de 2005 à 2013, d'autre part comme enseignante-chercheuse spécialisée en activités maritimes à l'université Cheikh-Anta-Diop (UCAD) de janvier 2004 à avril 2024,.

## Carrière administrative
Elle travaille tout d'abord dans le domaine des assurances maritimes en 1996.
Puis comme administratrice de la Marine marchande du Sénégal (ANAM) de 1998 à 2004.
En 2005 à 2010, elle est conseillère juridique au ministère de l’Économie maritime, puis au ministère de l'Environnement et de la Protection de la Nature de 2010 à 2012. Son expertise est internationale pour avoir travaillé et négocié avec des organisations telles que la CSRP, la CNUDCI, l'Union européenne, la FAO, l'UEMOA et l'ICCAT en Afrique, en Europe et en Turquie sur la pêche et les transports maritimes.

## Carrière politique
Le 5 avril 2024, Fatou Diouf est nommée ministre des Pêches, des Infrastructures maritimes et portuaires dans le gouvernement Sonko,. Elle est la première femme à occuper ce poste au Sénégal.
L'objectif principal de son mandat est la mise en place de la réforme annoncé par le président Bassirou Diomaye Faye visant notamment à renégocier les accords de pêche avec l'Union européenne. Sa nomination est bien accueillie par les syndicats professionnels. Sa première mesure phase consiste à établir une liste de navires autorisés à pêcher dans les eaux sénégalaises au profit du local.

## Publications
- Fatou Diouf, Les aspects juridiques de la lutte contre la pêche INN au Sénégal, Harmattan, 2015

## Prix et récompenses
- 12 mai 2012 : Chevalier de l'Ordre national du Lion par décret du président de la République Macky Sall[2],[9]